# Eggenburg (stacja kolejowa)
Eggenburg (niem. Bahnhof Eggenburg) – stacja kolejowa w Eggenburg, w miejscowości Hötzelsdorf, w kraju związkowym Dolna Austria, w Austrii. Znajduje się na Franz-Josefs-Bahn biegnącej z Wiednia do Gmünd. Stacja jest jedną z najczęściej uczęszczanych w Waldviertel przy Franz-Josefs-Bahn ze względu na centralną lokalizację miasta Eggenburg we wschodnim Waldviertel, w pobliżu Weinviertel.

## Historia
Stacja została zbudowana w trakcie budowy Franz-Josefs-Bahn między Eggenburg i Gmünd w 1860 roku i otwarty w 1869 roku. W następnym roku ukończono budowę odcinka Eggenburg-Wien Franz-Josefs-Bahnhof.
W 1985 r. Franz-Josefs-Bahn została zelektryfikowana między Absdorf-Hippersdorf i Sigmundsherberg. W 1994 r. W ramach modernizacji linii, która objęła elektryfikację w Gmünd, stacja została przebudowana, a nowe perony podwyższone.

## Linie kolejowe
- Linia Franz-Josefs-Bahn

## Połączenia
| Linia | Trasa                                                                                               | Takt (min) | Uwagi                      |
| ----- | --------------------------------------------------------------------------------------------------- | ---------- | -------------------------- |
| REX   | Sigmundsherberg – Eggenburg – Tulln an der Donau – Wien Franz-Josefs-Bahnhof                        | ~120       | w godzinach szczytu 60 min |
| REX   | České Velenice/Gmünd – Sigmundsherberg – Eggenburg – Tulln an der Donau – Wien Franz-Josefs-Bahnhof | ~120       | w godzinach szczytu 60 min |